# جواز سفر تشادي
جواز سفر تشادي هو وثيقة رسمية تصدر لمواطني تشاد للسفر الدولي . وهو مكتوب بثلاث لغات : العربية والإنجليزية والفرنسية.
وفقًا لمؤشر هينلي لجوازات السفر، يمتع المواطنون التشاديون اعتبارًا من 1 يناير 2017 بإمكانية الدخول بدون تأشيرة أو تأشيرة عند الوصول إلى 51 دولة وإقليم، مما وضع جواز السفر التشادي في المرتبة 85 من حيث حرية السفر.
في 24 سبتمبر 2017، مُنع مواطنو تشاد الذين يحملون جوازات سفر تشادية من دخول الولايات المتحدة الأمريكية. والسبب هو نفاد أوراق جوازات السفر لدى السلطات التشادية التي لم تتمكن من تقديم عينة من جوازات السفر إلى السلطات الأمريكية.